# Карл Бем-Теттельбах
Карл Бем-Теттельбах (нім. Karl Boehm-Tettelbach; 22 січня 1910, Портленд — 30 травня 2001) — німецький льотчик-винищувач і штабний офіцер, оберстлейтенант люфтваффе. Кавалер Німецького хреста в золоті.

## Біографія
Син оберстлейтенанта Прусської армії Ганса Вальтера Луїджі Бем-Теттельбаха (1873–1959) і його дружини-американки Гелен, уродженої Вілліс (1883–1966). 29 вересня 1931 року вступив в артилерійські частини рейхсверу. 1 січня 1935 року перейшов в люфтваффе. З 5 січня по 1 вересня 1939 року пройшов підготовку офіцера Генштабу в Військово-повітряній академії Берліна, після чого призначений 1-м офіцером Генштабу командування 45-ї авіаційної області. З 10 листопада 1939 року — 3-й офіцер Генштабу 5-го авіакорпусу. 19 грудня 1940 року відряджений в Генштаб люфтваффе. З 24 січня 1941 року — 1-й, з 1 березня 1941 року — 3-й офіцер Генштабу 5-го, з 14 грудня 1941 року — 10-го авіакорпусу. З серпня 1943 року — командир 26-ї важкої винищувальної ескадри «Горст Вессель». Здобув 10 повітряних перемог. З червня 1944 року — командир школи командирів з'єднань при генералі винищувальної авіації. З жовтня 1944 року — начальник управління ВПС командного штабу ОКВ. БУв присутній під час підписання Акту про капітуляцію Німеччини. Після війни був начальником компанії Pan American World Airways в аеропорту Нюрнберга. Останні роки життя прожив в Кельні, але часто відвідував США.

## Нагороди
- Нагрудний знак пілота
- Медаль «За вислугу років у Вермахті» 4-го класу (4 роки)
- Коронаційна медаль Короля Георга VI (Британська імперія)
- Орден Заслуг (Угорщина), лицарський хрест
- Орден Корони Італії, лицарський хрест
- Медаль «У пам'ять 1 жовтня 1938»
- Залізний хрест 2-го і 1-го класу
- Нагрудний знак «За поранення» в чорному
- Авіаційна планка важкого винищувача в сріблі
- Німецький хрест в золоті (24 лютого 1944)